# Fockraum
Der Fockraum (nach dem russischen Physiker Wladimir Alexandrowitsch Fock) dient in der Quantenphysik, insbesondere in der Quantenfeldtheorie, zur mathematischen Beschreibung von Vielteilchensystemen mit variabler Teilchenanzahl. Je nachdem, ob es sich bei den Teilchen um Bosonen oder um Fermionen handelt, spricht man vom bosonischen oder vom fermionischen Fockraum. Seiner Struktur nach ist der Fock-Raum ein quantenmechanischer Hilbertraum.
Die Basiszustände (eines Fock-Raumes) mit fester Teilchenzahl (also Elemente von bzw. Dichteoperatoren über ihm, jeweils vom Betrag 1, oder auch die Eigenzustände des Teilchenzahloperators) heißen Fock-Zustände.
Man spricht in diesem Zusammenhang auch von Zweiter Quantisierung oder Besetzungszahldarstellung.
Mathematisch gesehen ist
- der bosonische Fock-Raum {\displaystyle {\mathcal {F}}_{+}({\mathcal {H}})} die symmetrische Tensoralgebra über einem Ein-Teilchen-Hilbertraum {\displaystyle {\mathcal {H}},} genauer gesagt deren Vervollständigung bezüglich des Skalarprodukts
- der fermionische Fockraum {\displaystyle {\mathcal {F}}_{-}({\mathcal {H}})} die Graßmann-Algebra über dem Ein-Teilchen-Hilbertraum, genauer gesagt deren Vervollständigung.

Das geeignet normierte symmetrisierte Tensorprodukt (im bosonischen Fall) bzw. das Keilprodukt (im fermionischen Fall)
induzieren Abbildungen
{\displaystyle a^{*}:{\mathcal {H}}\times {\mathcal {F}}_{\pm }({\mathcal {H}})\to {\mathcal {F}}_{\pm }({\mathcal {H}}),\quad (\psi ,\Phi )\mapsto a_{\psi }^{*}\Phi .}
mit {\displaystyle \psi \in {\mathcal {H}},\Phi \in {\mathcal {F}}_{\pm }({\mathcal {H}}).}
Die Abbildungen
{\displaystyle a_{\psi }^{*}:\qquad {\mathcal {F}}_{\pm }({\mathcal {H}})\to {\mathcal {F}}_{\pm }({\mathcal {H}})}
werden Erzeugungsoperatoren genannt,
die adjungierten Operatoren dazu
{\displaystyle a_{\psi }:\qquad {\mathcal {F}}_{\pm }({\mathcal {H}})\to {\mathcal {F}}_{\pm }({\mathcal {H}})}
heißen Vernichtungsoperatoren.
Für sie gelten die kanonischen (Anti-)Vertauschungsrelationen
{\displaystyle a_{\psi }a_{\phi }\mp a_{\phi }a_{\psi }=0}
{\displaystyle a_{\psi }^{*}a_{\phi }^{*}\mp a_{\phi }^{*}a_{\psi }^{*}=0}
{\displaystyle a_{\psi }a_{\phi }^{*}\mp a_{\phi }^{*}a_{\psi }=\langle \psi ,\phi \rangle _{\mathcal {H}}\operatorname {id} _{{\mathcal {F}}_{\pm }({\mathcal {H}})},}
wobei das obere Vorzeichen (Kommutator) im bosonischen Fall und das untere Vorzeichen (Antikommutator) im fermionischen Fall gilt.